# 江蘇省 (中華民国)
江蘇省（こうそしょう）は、中華民国にかつて存在した省。現在の江蘇省の大部分、上海市、安徽省と浙江省の一部管轄地域に相当する。

## 管轄区域
中華民国初期の江蘇省は清代と同一管轄地域であり、その面積は109,687平行キロメートルであった。1917年（民国6年）、上海、南京が特別市に指定されると同時に上海県、宝山県、江寧県が省管轄から分離され、1947年（民国36年）の管轄面積は108,314平行キロメートルに縮小している。

## 行政沿革
1911年（宣統3年）、辛亥革命が勃発すると江蘇省には多くの軍政府が設立された省である。同年11月3日に上海起義が発生すると15日には江蘇巡撫の程徳全は蘇州の独立を宣言、同日江蘇都督府が設置された。翌日上海の滬軍都督府及び宝山県の呉淞軍政分府が設立された。12月2日、江浙聯軍が南京を攻略すると江蘇都督府は南京に移動した。この前後に各地に乱立した軍政府としては11月4日成立の青江浦軍政分府、11月6日成立の松江軍政分府、11月7日成立の鎮江都督府（翌年2月13日廃止）、11月9日成立の嘉定軍政分府、南通軍政分府、12月2日成立の江寧都督府などがある。
1912年（民国元年）、中華民国臨時政府が成立すると1月9日に江蘇都督府は呉県に移転、その後鎮江都督府を廃止、江北都督、徐州軍政長が設置され江蘇都督府の軍政分府とした。滬軍都督府は民政庁等の行政機構に改編され、同年9月に浙江都督府に編入された。
南京臨時政府が終結すると、江蘇都督府は南京に移動、同年11月19日には江蘇民政長を設置し省内の民政長官として下部に民政、内務司などを設置、12月には軍政及び民政の分割が決定され省行政公署が成立、1914年（民国3年）5月23日には民政長が巡按使、1916年（民国5年）7月6日にさらに省長と改称された。
1927年（民国16年）3月23日、国民党中央政治会議は江蘇省政務委員会の設置を決定し江蘇省設置準備に着手された。同月25日に武漢国民政府より任命令が公布されたが、武漢政府に対立する蔣介石は国民革命軍司令部より政務委員会の廃止を命令、江蘇省臨時政務委員会、臨時軍事委員会、財務委員会を設置し上海の同様の3委員会を兼務することが定められ、南京国民政府の管轄に置かれるようになり、4月26日には主席制を廃止し5名の常務委員会の下に民政、財政、教育、建設、農工、司法、軍事の7庁が設置、臨時軍事委員会及び財務委員会は廃止となった。10月28日、南京国民政府第11次常務会議により江蘇省政務委員会は江蘇省政府委員会に改編、11月1日に江蘇省政府が成立した。1936年（民国25年）6月25日、省内に10行政監察専署を設置している。
1937年（民国26年）、日中戦争が勃発すると江蘇省は日本軍により占領され江蘇省政府は亡命政府として中国各地を転々とすることとなった。その状況下でも行政区の整理が行われ1943年1月28日に江南行署、2月16日には徐州行署が下部組織として組織、同年12月には長江以北の塩宝地区に江蘇特別行政区が設置され中央政府直轄地とされた。1945年（民国34年）、日本の敗戦に伴い中華民国政府の統治が復活したが、国共内戦の激化に伴い1949年（民国38年）4月20日から始まった人民解放軍による渡江戦役によって、鎮江や上海を失い、同年9月3日の時点で中華民国が実効支配する江蘇省の地域は、舟山群島北部の嵊泗県（1953年以降は浙江省の管轄）のみとなった。その後、江蘇省内の中華民国国軍は1950年（民国39年）5月に台湾へ撤退し、中華民国の統治は終焉を迎えた。

## 省会
清代には南京城と蘇州城の2省会が設置されていたが、南京臨時政府は南京を中華民国の首都と定めたことより、江蘇都督は呉県に移転している。その後北京政府の成立とともに中華民国の首都が北京に移転したことより1912年（民国元年）に南京に移転となったが、1928年（民国17年）7月に南京国民政府が成立すると再び首都が南京に移転したことにより江蘇省会は鎮江県に移転している

## 歴代省長
| 代 | 氏名   | 就任日     | 退任日 |
| -- | ------ | ---------- | ------ |
| 1  | 程徳全 | 1912年3月  | -      |
| 2  | 張勲   | 1913年9月  | -      |
| 3  | 馮国璋 | 1913年12月 | -      |
| 4  | 李純   | 1917年8月  | -      |
| 5  | 斉燮元 | 1920年10月 | -      |
| 6  | 韓国鈞 | 1924年12月 | -      |
| 7  | 盧永祥 | 1925年1月  | -      |
| 8  | 鄭謙   | 1925年8月  | -      |
| 9  | 楊宇霆 | 1925年8月  | -      |
| 10 | 孫伝芳 | 1925年11月 | -      |
| 11 | 鈕永建 | 1927年11月 | -      |
| 12 | 葉楚傖 | 1930年3月  | -      |
| 13 | 顧祝同 | 1931年12月 | -      |
| 14 | 陳果夫 | 1933年10月 | -      |
| 15 | 顧祝同 | 1937年11月 | -      |
| 16 | 韓徳勤 | 1939年10月 | -      |
| 17 | 王懋功 | 1945年1月  | -      |
| 18 | 丁治磐 | 1948年9月  | -      |

## 行政区画

### 道制
辛亥革命により清代の道制は消滅した。1913年（民国2年）1月8日、臨時大総統に就任した袁世凱により『劃一令』が公布された後も、反袁世凱勢力の支配下にあった江蘇省に道制は施行されず、同年7月に旧徐州道に徐州観察使、8月に旧淮揚道に淮揚観察使、翌年1月に旧蘇松道に上海観察使が設置されたに過ぎなかった。同年5月に道制が施行され23日に道長が任命され下記の各道が」設置された。1927年（民国16年）、北伐軍が江蘇省を占拠すると道制は廃止とされた。
- 金陵道
- 滬海道
- 蘇常道
- 淮揚道
- 徐海道

### 県級行政区画
中華人民共和国成立直前の管轄行政区画は下記の2市62県。（50音順）
- 市
  - 徐州市:1945年10月、銅山県城区に分割設置。
  - 連雲市:1935年2月、灌雲県城区に分割設置。
- 県
  - 塩城県
  - 海門県
  - 嘉定県
  - 灌雲県:1912年4月、東海県11鎮に分割設置。
  - 贛楡県
  - 宜興県:清代の宜興県、荊渓県。1912年1月に2県を統合し成立。
  - 儀徴県:清末に揚子県。1912年1月に改称。
  - 金山県
  - 金壇県
  - 句容県
  - 啓東県:1929年7月、崇明県外沙地区に分離新設。
  - 呉県:清代の呉県、長洲県、元和県。1912年1月に3県を統合し成立。1928年11月から1929年4月、城区に蘇州市が設置された。
  - 江陰県
  - 興化県
  - 高淳県
  - 江都県:清代の江都県、甘泉県。1912年1月に2県を統合し成立。
  - 江寧県:清代の上元県、江寧県。民初は首都の南京府、北京政府成立後に江寧県が設置。
  - 江浦県
  - 高郵県
  - 呉江県:清代の呉江県、震沢県。1912年1月に2県を統合し成立。
  - 崑山県
  - 宿遷県
  - 沭陽県
  - 蕭県
  - 泗陽県:清代の桃源県。重複地名であったために1914年1月に改称。
  - 上海県:1927年4月、県北部が上海特別市として分離。
  - 松江県:清代の華亭県、婁県。1912年に2県を統合して成立。重複県名であったため1914年1月改称
  - 嵊泗県
  - 常熟県:清代の常熟県、昭文県。1912年1月に2県を統合し成立。
  - 如皋県
  - 睢寧県
  - 崇明県
  - 靖江県
  - 青浦県
  - 川沙県
  - 泰県
  - 泰興県
  - 太倉県
  - 丹陽県
  - 鎮江県:清代の丹徒県。1928年7月25日改称。1928年7月27日以降の省会。
  - 東海県
  - 碭山県
  - 銅山県
  - 東台県
  - 南通県
  - 南匯県
  - 沛県
  - 邳県
  - 武進県:清代の武進県、陽湖県。1912年1月に2県を統合し成立。
  - 阜寧県
  - 豊県
  - 宝応県
  - 奉賢県
  - 宝山県
  - 無錫県:清代の無錫県、金匱県。1912年1月に2県を統合し成立。
  - 揚中県:1912年1月に太平県として設置。重複地名であったために1914年1月に改称。
  - 溧水県
  - 溧陽県
  - 漣水県:清代の安東県。重複地名であったために1914年1月に改称。
  - 六合県
  - 淮安県
  - 淮陰県:清代の清河県。重複地名であったために1914年1月に改称。

### 行政督察制
行政督察制度は省政府と県政府の間に中間行政機構を設置し、各県を監督させる制度である。江蘇省では1931年（民国20年）、『行政区監督署組織規定』に依拠し全省を15行政監督区に分割、各県を監督した。1933年（民国22年）3月、『各省行政督察専員暫行条例』及び『剿匪区内各省行政督察専署組織条例』に依拠し第1区から第13区までの13行政督察区が設置され、当該行政督察区の首県県長が設置された。しかしまもなく13区と過剰に細分化されていることを理由に9区に改編され、溧陽、無錫、松江、南通、江都、塩城、淮陰、東海、銅山、江寧の各区が設置された。その後区名は数字表記に改められ、1937年（民国26年）4月には第5区の江浦県及び六合県が第10区に移管され、1949年（民項38年）まで9区体制が続いた。